# Massive Array of Idle Disks
Ein Massive Array of Idle Disks (abgekürzt MAID) ist ein Disk-Array, in dem einzelne Festplatten energiesparend betrieben werden können. Dies geschieht beispielsweise durch Parken des Lesekopfes oder durch eine Reduzierung der Drehzahl. Vorteil dieser Technik ist, dass der Energieverbrauch (und somit auch die Wärmeabgabe) erheblich sinkt, was gerade im Rahmen von Green IT interessant ist. Typische Einsatzbereiche sind Anwendungen, die Daten auf einen begrenzten Bereich schreiben und danach nur selten lesen wie etwa Virtual Tape Libraries oder Systeme für elektronische Archivierung.
Typischerweise werden drei MAID-Level unterschieden
- Level 1: Lesekopf parken
- Level 2: Lesekopf parken und Drehzahl der Festplatte reduzieren
- Level 3: Festplatte stoppen

Da normalerweise eine Festplatte in einem MAID nur angeschaltet wird, wenn darauf abgelegte Daten gelesen werden müssen, kann es zu Problemen beim Langzeitbetrieb kommen (v. a. Verfestigung des Schmiermittels in den Lagern). Dem wird entgegengewirkt, indem an einer zentralen Stelle die Laufzeiten der einzelnen Festplatten gespeichert und bei Bedarf in einer Phase mit niedriger Last die Festplatten, die länger nicht gelaufen sind, kurz hochgefahren werden.